# 皮克-瓊斯岩
皮克-瓊斯岩（英語：Peake-Jones Rock）是南極洲的岩石，位於麥克羅伯特森地，處於林岩東北面3.7公里，挪威製圖師根據該國探險隊拍攝的空中照片繪入地圖，現時由南極條約體系管理。